# تأثير حفل الكوكتيل

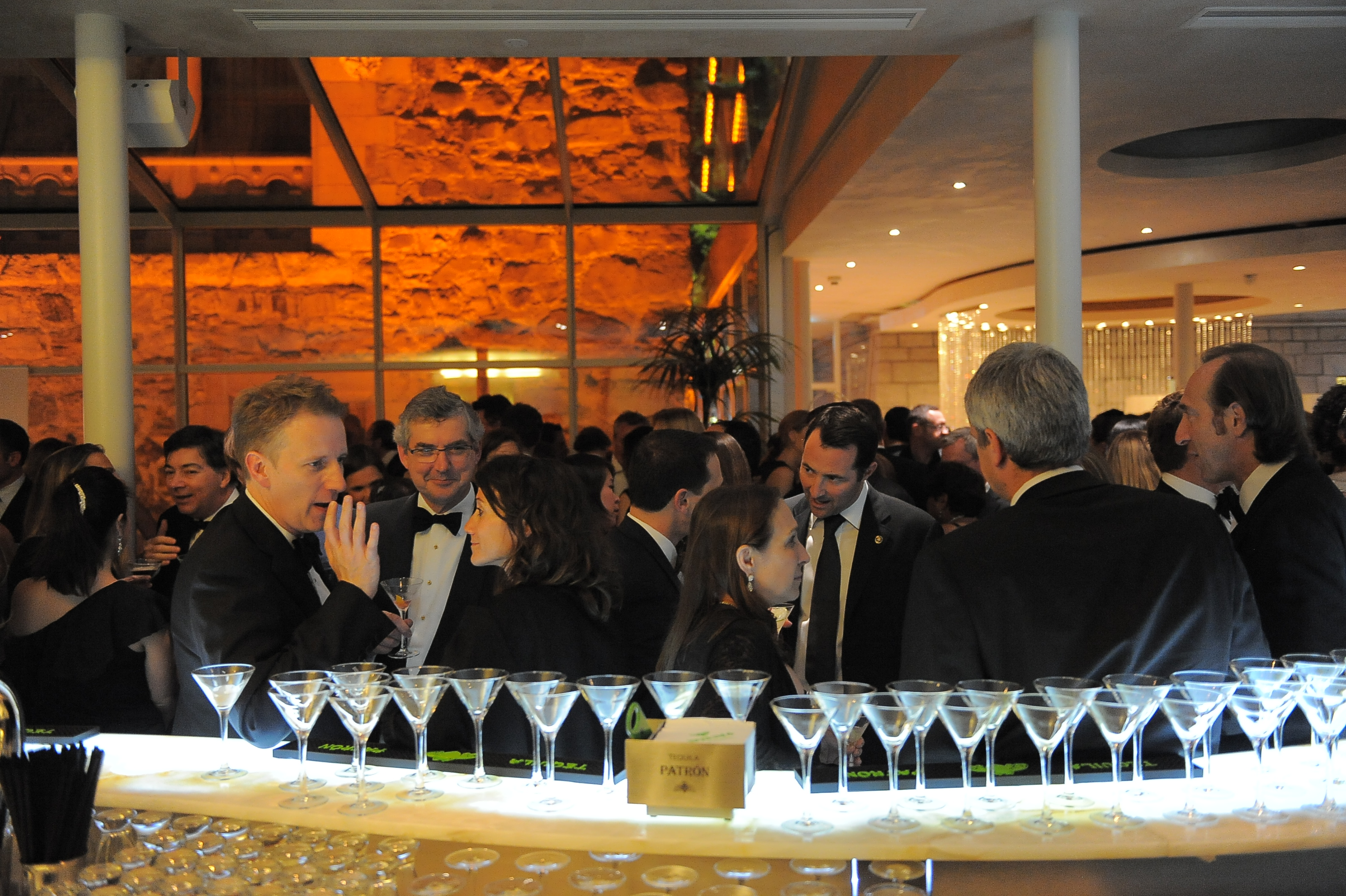

تأثير حفل الكوكتيل هو ظاهرة تتمثل في قدرة الدماغ على تركيز الانتباه السمعي (تأثير الانتباه الانتقائي في الدماغ) على محفز معين أثناء تصفية مجموعة من المحفزات الأخرى، كما هو الحال عندما يمكن لمرتادِ حفلة التركيز على محادثة واحدة في غرفة صاخبة. يتمتع المستمعون بالقدرة على فصل المنبهات إلى تدفقات مختلفة، ثم تحديد التدفقات الأكثر صلة بهم. وهكذا، فقد اُقترح أن الذاكرة الحسية للمرء تحلل كل المنبهات دون وعي وتحدد أجزاء منفصلة من المعلومات بتصنيفها حسب البروز. هذا التأثير هو ما يسمح لمعظم الناس بالتركيز على صوت واحد وإهمال جميع الأصوات الأخرى. كما قد تصف هذه الظاهرةُ ظاهرةً أخرى مشابهة تحدث عندما يمكن للمرء أن يكتشف على الفور كلمات ذات أهمية تنشأ عن المنبهات غير المراقبة، كسماع المرء لاسمه من بين مجموعة واسعة من المدخلات السمعية على سبيل المثال.